# إيفان بيرغر (سياسي)
إيفان بيرغر هو سياسي كندي، ولد في 2 أبريل 1960 في كندا. حزبياً، نشط في الرابطة التقدمية المحافظة في ألبرتا ‏. وقد انتخب عضو الجمعية التشريعية ألبرتا.